# 3. etape af Giro d'Italia 2024
3. etape af Giro d'Italia 2024 var en 166 km lang flad etape med en samlet stigning på 750 m. Den blev kørt den 6. maj 2024 med start i Novara og mål i Fossano.

## Resultater

### Etaperesultat
| \| Etaperesultat \| Etaperesultat \| Etaperesultat \| Etaperesultat \| Etaperesultat \| \| Rytter \| Rytter \| Hold \| Tid \| \| \| ------------- \| --------------------- \| -------------------------- \| ------------- \| ------------- \| \| 1. \| Tim Merlier \| Soudal Quick-Step \| 3t 54' 35" \| \| \| 2. \| Jonathan Milan \| Lidl-Trek \| + 0" \| \| \| 3. \| Biniam Girmay \| Intermarché-Wanty \| + 0" \| \| \| 4. \| Jenthe Biermans \| Arkéa-B&B Hotels \| + 0" \| \| \| 5. \| Tobias Lund Andresen \| Team dsm-firmenich PostNL \| + 0" \| \| \| 6. \| Olav Kooij \| Team Visma \\| Lease a Bike \| + 0" \| \| \| 7. \| Ethan Vernon \| Israel-Premier Tech \| + 0" \| \| \| 8. \| Stanisław Aniołkowski \| Cofidis \| + 0" \| \| \| 9. \| Fernando Gaviria \| Movistar Team \| + 0" \| \| \| 10. \| Alberto Dainese \| Tudor Pro Cycling Team \| + 0" \| \| |                       |                            |            |
| |                       |                            |            |
| Kilder: ProCyclingStats Cycling Quotient |                       |                            |            |
| Etaperesultat |                       |                            |            |
| Rytter | Rytter                | Hold                       | Tid        |
| 1. | Tim Merlier           | Soudal Quick-Step          | 3t 54' 35" |
| 2. | Jonathan Milan        | Lidl-Trek                  | + 0"       |
| 3. | Biniam Girmay         | Intermarché-Wanty          | + 0"       |
| 4. | Jenthe Biermans       | Arkéa-B&B Hotels           | + 0"       |
| 5. | Tobias Lund Andresen  | Team dsm-firmenich PostNL  | + 0"       |
| 6. | Olav Kooij            | Team Visma \| Lease a Bike | + 0"       |
| 7. | Ethan Vernon          | Israel-Premier Tech        | + 0"       |
| 8. | Stanisław Aniołkowski | Cofidis                    | + 0"       |
| 9. | Fernando Gaviria      | Movistar Team              | + 0"       |
| 10. | Alberto Dainese       | Tudor Pro Cycling Team     | + 0"       |

### Klassement efter etapen
| \| Samlede stilling \| Samlede stilling \| Samlede stilling \| Samlede stilling \| Samlede stilling \| \| Rytter \| Rytter \| Hold \| Tid \| \| \| ---------------- \| ----------------- \| -------------------------- \| ---------------- \| ---------------- \| \| 1. \| Tadej Pogačar \| UAE Team Emirates \| 11t 03' 02" \| \| \| 2. \| Geraint Thomas \| Ineos Grenadiers \| + 46" \| \| \| 3. \| Daniel Martínez \| Bora-Hansgrohe \| + 47" \| \| \| 4. \| Einer Rubio \| Movistar Team \| + 56" \| \| \| 5. \| Cian Uijtdebroeks \| Team Visma \\| Lease a Bike \| + 56" \| \| \| 6. \| Lorenzo Fortunato \| Astana Qazaqstan Team \| + 1' 07" \| \| \| 7. \| Juan Pedro López \| Lidl-Trek \| + 1' 11" \| \| \| 8. \| Jan Hirt \| Soudal Quick-Step \| + 1' 13" \| \| \| 9. \| Aleksej Lutsenko \| Astana Qazaqstan Team \| + 1' 26" \| \| \| 10. \| Ben O'Connor \| Decathlon-AG2R La Mondiale \| + 1' 26" \| \| |                   |                            |             |
| |                   |                            |             |
| Kilder: ProCyclingStats Cycling Quotient |                   |                            |             |
| Samlede stilling |                   |                            |             |
| Rytter | Rytter            | Hold                       | Tid         |
| 1. | Tadej Pogačar     | UAE Team Emirates          | 11t 03' 02" |
| 2. | Geraint Thomas    | Ineos Grenadiers           | + 46"       |
| 3. | Daniel Martínez   | Bora-Hansgrohe             | + 47"       |
| 4. | Einer Rubio       | Movistar Team              | + 56"       |
| 5. | Cian Uijtdebroeks | Team Visma \| Lease a Bike | + 56"       |
| 6. | Lorenzo Fortunato | Astana Qazaqstan Team      | + 1' 07"    |
| 7. | Juan Pedro López  | Lidl-Trek                  | + 1' 11"    |
| 8. | Jan Hirt          | Soudal Quick-Step          | + 1' 13"    |
| 9. | Aleksej Lutsenko  | Astana Qazaqstan Team      | + 1' 26"    |
| 10. | Ben O'Connor      | Decathlon-AG2R La Mondiale | + 1' 26"    |

#### Pointkonkurrencen
| Pointkonkurrence | Pointkonkurrence      | Pointkonkurrence              | Pointkonkurrence | Pointkonkurrence |
| Rytter           | Rytter                | Hold                          | Point            |                  |
| ---------------- | --------------------- | ----------------------------- | ---------------- | ---------------- |
| 1.               | Tim Merlier           | Soudal Quick-Step             | 63 point         |                  |
| 2.               | Jonathan Milan        | Lidl-Trek                     | 63 point         |                  |
| 3.               | Filippo Fiorelli      | VF Group-Bardiani CSF-Faizanè | 42 point         |                  |
| 4.               | Biniam Girmay         | Intermarché-Wanty             | 31 point         |                  |
| 5.               | Tadej Pogačar         | UAE Team Emirates             | 27 point         |                  |
| 6.               | Jhonatan Narváez      | Ineos Grenadiers              | 25 point         |                  |
| 7.               | Olav Kooij            | Team Visma \| Lease a Bike    | 23 point         |                  |
| 8.               | Lilian Calmejane      | Intermarché-Wanty             | 20 point         |                  |
| 9.               | Kaden Groves          | Alpecin-Deceuninck            | 20 point         |                  |
| 10.              | Maximilian Schachmann | Bora-Hansgrohe                | 18 point         |                  |

#### Bjergkonkurrencen
| Bjergkonkurrence | Bjergkonkurrence        | Bjergkonkurrence              | Bjergkonkurrence | Bjergkonkurrence |
| Rytter           | Rytter                  | Hold                          | Point            |                  |
| ---------------- | ----------------------- | ----------------------------- | ---------------- | ---------------- |
| 1.               | Tadej Pogačar           | UAE Team Emirates             | 51 point         |                  |
| 2.               | Daniel Martínez         | Bora-Hansgrohe                | 26 point         |                  |
| 3.               | Lilian Calmejane        | Intermarché-Wanty             | 23 point         |                  |
| 4.               | Andrea Piccolo          | EF Education-EasyPost         | 18 point         |                  |
| 5.               | Geraint Thomas          | Ineos Grenadiers              | 16 point         |                  |
| 6.               | Amanuel Ghebreigzabhier | Lidl-Trek                     | 10 point         |                  |
| 7.               | Lorenzo Fortunato       | Astana Qazaqstan Team         | 9 point          |                  |
| 8.               | Giulio Pellizzari       | VF Group-Bardiani CSF-Faizanè | 8 point          |                  |
| 9.               | Filippo Fiorelli        | VF Group-Bardiani CSF-Faizanè | 7 point          |                  |
| 10.              | Florian Lipowitz        | Bora-Hansgrohe                | 6 point          |                  |

#### Ungdomskonkurrencen
| Ungdomskonkurrence | Ungdomskonkurrence | Ungdomskonkurrence         | Ungdomskonkurrence | Ungdomskonkurrence |
| Rytter             | Rytter             | Hold                       | Tid                |                    |
| ------------------ | ------------------ | -------------------------- | ------------------ | ------------------ |
| 1.                 | Cian Uijtdebroeks  | Team Visma \| Lease a Bike | 11t 03' 58"        |                    |
| 2.                 | Alex Baudin        | Decathlon-AG2R La Mondiale | + 44"              |                    |
| 3.                 | Mauri Vansevenant  | Soudal Quick-Step          | + 48"              |                    |
| 4.                 | Filippo Zana       | Team Jayco AlUla           | + 1' 11"           |                    |
| 5.                 | Luke Plapp         | Team Jayco AlUla           | + 1' 37"           |                    |
| 6.                 | Henok Mulubrhan    | Astana Qazaqstan Team      | + 1' 47"           |                    |
| 7.                 | Georg Steinhauser  | EF Education-EasyPost      | + 1' 53"           |                    |
| 8.                 | Antonio Tiberi     | Bahrain Victorious         | + 1' 54"           |                    |
| 9.                 | Davide Piganzoli   | Team Polti Kometa          | + 2' 10"           |                    |
| 10.                | Florian Lipowitz   | Bora-Hansgrohe             | + 2' 12"           |                    |

#### Holdkonkurrencen
| Holdkonkurrence | Holdkonkurrence               | Holdkonkurrence | Holdkonkurrence |
| Hold            | Hold                          | Tid             |                 |
| --------------- | ----------------------------- | --------------- | --------------- |
| 1.              | Bora-Hansgrohe                | 33t 13' 36"     |                 |
| 2.              | Ineos Grenadiers              | + 32"           |                 |
| 3.              | Astana Qazaqstan Team         | + 46"           |                 |
| 4.              | Decathlon-AG2R La Mondiale    | + 1' 36"        |                 |
| 5.              | VF Group-Bardiani CSF-Faizané | + 4' 23"        |                 |
| 6.              | EF Education-EasyPost         | + 5' 32"        |                 |
| 7.              | Team Jayco AlUla              | + 6' 14"        |                 |
| 8.              | Soudal Quick-Step             | + 6' 17"        |                 |
| 9.              | Team Visma \| Lease a Bike    | + 6' 35"        |                 |
| 10.             | Movistar Team                 | + 11' 02"       |                 |